# Afrostyrax lepidophyllus
Afrostyrax lepidophyllus là một loài thực vật có hoa trong họ Huaceae. Loài này được Mildbr. mô tả khoa học đầu tiên năm 1913.